# Карл Зейц
Карл Зейц (нім. Karl Seitz; 4 вересня 1869, Відень, Австро-Угорщина — 3 лютого 1950, Відень, Австрія) — австрійський політик. Перший федеральний президент Австрії (1919-1920), бургомістр Відня (1923—1934), голова Соціал-демократичної партії Австрії (1919-1934), глава різних органів влади.

## Біографія
Народився в родині дрібного торгівця вугіллям. По смерті батька в 1875 для родини настали скрутні часи, Карл був відправлений до притулку. Попри це він продовжив освіту й отримав стипендію, що дозволила йому поступити до педагогічного інституту в Санкт-Пельтені.
У 1888 поступив на роботу шкільним учителем у Відні. Зейц був членом Соціал-демократичної партії Австрії, у 1896 заснував соціал-демократичний союз вчителів, у 1897 увійшов до складу шкільної ради Нижньої Австрії й припинив займатись викладацькою діяльністю та цілком присвятив себе політиці. Серед членів Соціал-демократичної партії він був одним з видатних експертів в галузі освіти.
У 1901 обирався до рейхсрату (парламент австрійської частини Австро-Угорщини), а у 1902 — до парламенту Нижньої Австрії. Упродовж Першої світової війни Зейц виступав з позицій пацифізму, у 1917 брав участь у конгресі соціалістів у Стокгольмі.
Із розпадом Австро-Угорщини 21 жовтня 1918 рейхсрат було перетворено на тимчасові національні збори, а Зейца було призначено одним з його голів. 30 жовтня Зейца було оголошено тимчасовим главою держави. Наступного дня після зречення імператора Карла I австрійського престолу було проголошено Австрійську республіку (12 листопада), Зейц став тимчасовим президентом. Майже одночасно він став тимчасовим головою Соціал-демократичної партії після смерті Віктора Адлера (11 листопада). У 1919 році Зейц офіційно став президентом Австрії і головою Соціал-демократичної партії, залишивши пост голови Національних зборів. У травні 1919 — жовтні 1920 років був главою Установчих зборів. Очолював Національну раду (нижня палата парламенту).
1 жовтня 1920 прийнято конституцію Австрії, в жовтні — листопаді Зейц був одночасно виконувачем обов'язків президента, 9 грудня залишив пост президента, відмовившись від участі у президентських виборах. Продовжуючи займатись політикою, Зейц посідав посади голови партії та нижньої палати парламенту.
13 листопада 1923 обраний бургомістром Відня. На цьому посту успішно займався розв'язанням різних задач, в тому числі в галузі освіти та житлового будівництва, чим заслужив широку популярність.
Встановлення диктатури австрофашизму й події 1934 року призвели до заборони Соціал-демократичної партії. Зейц, втративши пости бургомістра й голови партії, був узятий під варту, але за декілька тижнів звільнений без висунення звинувачень. Хоч більшість жителів Відня розглядала позбавлення його влади як незаконне, політична кар'єра Зейца завершилась.
Він залишився у Відні, в липні 1944 заарештований та деякий час провів у концентраційних таборах у Равенсбрюку й Плауені, звільнений у березні 1945, повернувшись до Відня вже після падіння нацистської Німеччини в травні 1945.
Був почесним президентом відродженої Соціал-демократичної партії та членом Національної ради.

## Почесні звання
6 вересня 1929 присвоєно звання «Почесний громадянин Відня».